# Elatine alsinastrum
Élatine fausse alsine, Élatine verticillée
Espèce
Statut de conservation UICN

 NT  : Quasi menacé
L'Élatine fausse alsine ou Élatine verticillée (Elatine alsinastrum) est une espèce de plantes à fleurs de la famille des Élatinacées.
C'est une plante vivace.